# Trollbäcken
Trollbäcken est une communauté urbaine de la ville de Stockholm. Elle est située sur la commune de Tyresö et compte environ 11 700 habitants.